# 見知らぬ世界
『見知らぬ世界』（みしらぬせかい）は人間椅子の10枚目のアルバム。
初回盤には手拭いが付属。2016年にはHQCDで再発された。

## 解説
アルバムタイトルは竹久夢二の詩集『桜さく島』の副題「見知らぬ世界」から。同名のビデオ（VHS）が販売されており、「見知らぬ世界」、「幽霊列車」の2作品のPVと地元青森県田舎館村で行なわれたライブ映像が収録されている、後に「東洋の魔女」、「洗礼」の2作品を追加したDVDが販売された。
「見知らぬ世界」のPVでは、和嶋は銀色のタイツに手製の無線機を背負ったウンモ星人（スペインで発見された宇宙人のこと）に扮し、鈴木は天狗あるいは山伏のような格好に、後藤はカーキ色のTシャツ、ズボンの軍人のような格好で、シュルレアリスムのような説明し難い世界を描いている。
全13曲という、彼らのアルバムで過去最高の収録曲数と収録時間を誇る。

## 収録曲
| 全編曲: 人間椅子。 |                            |           |           |       |
| #                  | タイトル                   | 作詞      | 作曲      | 時間  |
| 1.                 | 「死神の饗宴」             | 和嶋慎治  | 鈴木研一  | 4:49  |
| 2.                 | 「涅槃桜」                 | 和嶋慎治  | 和嶋慎治  | 6:56  |
| 3.                 | 「侵略者（インベーダー）」 | 和嶋慎治  | 鈴木研一  | 5:48  |
| 4.                 | 「さよならの向こう側」     | 和嶋慎治  | 和嶋慎治  | 5:38  |
| 5.                 | 「人喰い戦車」             | 鈴木研一  | 鈴木研一  | 4:43  |
| 6.                 | 「そして素晴しき時間旅行」 | 和嶋慎治  | 後藤升宏  | 6:55  |
| 7.                 | 「甘い言葉 悪い仲間」      | 和嶋慎治  | 和嶋慎治  | 5:58  |
| 8.                 | 「自然児」                 | 和嶋慎治  | 鈴木研一  | 7:02  |
| 9.                 | 「エデンの少女」           | 和嶋慎治  | 和嶋慎治  | 5:14  |
| 10.                | 「魅惑のお嬢様」           | 鈴木研一  | 鈴木研一  | 5:56  |
| 11.                | 「悪魔大いに笑う」         | 和嶋慎治  | 和嶋慎治  | 4:37  |
| 12.                | 「棺桶ロック」             | 鈴木研一  | 鈴木研一  | 3:34  |
| 13.                | 「見知らぬ世界」           | 和嶋慎治  | 和嶋慎治  | 5:40  |
| 合計時間:          | 合計時間:                  | 合計時間: | 合計時間: | 72:50 |

## 演奏者
- 和嶋慎治 - ギター、ボーカル
- 鈴木研一 - ベース、ボーカル
- 後藤マスヒロ - ドラムス、ボーカル